# Peyton Elizabeth Lee
Peyton Elizabeth Lee, född 22 maj 2004 i New York, är en amerikansk skådespelare.
Lee har bland annat medverkat i TV-serierna Andi Mack och Dr Doogie Kamealoha. I båda serierna har hon spelat titelkaraktären. Hon har även medverkat i filmen Prom Pact.

## Filmografi (i urval)
- 2017–2019 – Andi Mack (TV-serie)
- 2021–2023 – Dr Doogie Kamealoha (TV-serie)
- 2023 – Prom Pact